# Thrásos
Thrásos (řecky: Θράσος) je v řecké mytologii bůh a personifikace ukvapenosti, drzosti, lehkomyslnosti a nadměrné odvahy (smělosti). 
Je společníkem bohyní Hybris a Áté. Je možné že je synem bohyně Eris. Je protikladem bohyně Diké.
Řecký dramatik Aischylos píše ve svém díle Oresteia-Agamemnón:
| „           | Stará zpupnost (Hybris) však ráda plodí zpupnost mladou v lidském neštěstí, [plodí ji] dříve nebo později, když přijde určený den porodu, daimona, jehož nelze porazit, s nímž nelze bojovat, nesvatou opovážlivost (Thrásos), černou zkázu domu (Áté), podobnou jejím rodičům. | “ |
| — Aischylos | |   |